# Джамбуловедение
Джамбуловедение — область казахской фольклористики и литературоведения, изучающая жизнь и творчество казахского акына Джамбула Джабаева (каз. Жамбыл Жабаев). Основные направления джамбуловедения: изучение биографии акына, сбор и публикация произведений Джамбула, изучение и популяризация его творчества. Основоположником джамбуловедения является казахский писатель и филолог Мухтар Ауэзов.

## Изучение биографии Джамбула
Первые сведения о Джамбуле, его поэтических состязаниях на семиреченских айтысах опубликованы в сборниках «Терме» (1925; сост. Ш. Сарыбаев) и «Образцы казахской литературы» (1931; сост. С. Сейфуллин). В 1944 году в составе сборника «Джамбул. Песни войны» опубликован очерк С. Муканова «Акын-патриот. Воспоминания о Джамбуле». Полная же биография поэта на казахском и русском языках, составленная С. Бегалиным, А. Тажибаевым и М. Фетисовым, впервые была представлена в сборнике «Джамбул» (1946). Жизнь и творчество акына рассматриваются в отдельной главе первой литературоведческой энциклопедии на казахском языке «Қазақ әдебиетінің тарихы» («История казахской литературы»), первое издание которой вышло в 1948-м. В 1971 году вышел сборник «Жыр алыбы» («Титан поэзии»), составленный из воспоминаний поэтов и писателей, знавших акына.

## Публикация творчества Джамбула
Записи, сбор и изучение наследия Джамбула начаты в середине 1930-х гг. Литературные секретари записывали импровизации акына и публиковали их в газетах и журналах, издавали отдельными сборниками. Первый сборник произведений Джамбула издаётся в 1937 г. на казахском языке под названием «Өлең-жырлары» и в 1938 г. в Москве на русском языке под названием «Стихи. Поэмы».
Однако полное собрание сочинений Джамбула издано только в 1982 году. Составитель — доцент КазГУ Султангали Садырбаев, также ставший редактором библиографического указателя (1986), посвящённого Джамбулу. В 1996 году, уже в независимом Казахстане, состоялось его переиздание.

## Литературная критика
На казахском языке издано значительное количество литературно-критических и научных статей, посвящённых изучению поэтического мастерства Джамбула, художественным особенностям языка, связям его творчества с фольклором. Помимо М. Ауэзова, значимыми исследователями являются С. Муканов, Г. Мусрепов, Е. Исмаилов, С. Садырбаев, Н. Тюрякулов, М. Жолдасбеков, А. Нурпеисов и др. Статья Е. Исмаилова «Акыны» (1957) и сборник статей А. Нурпеисова «Всё в нём пело» (1973) также изданы в русском переводе. Наиболее значимой работой русского джамбуловедения стала книга московского литературоведа К. Зелинского «Джамбул», вышедшая в издательстве «Советский писатель» в 1955 г. Упоминания Джамбула присутствуют в работах Х. Джумалиева, М. Каратаева, А. Тажибаева, З. Ахметова, К. Алтайского, З. Кедриной и др.
К юбилейным торжествам в честь Джамбула были приурочены научные конференции. На основе выступлений, докладов, сообщений писателей, учёных, общественных деятелей составлен сборник «Джамбул и современная казахская поэзия» (Алма-Ата, 1975, на каз. яз.).
Исследовательская работа по изучению жизни и творчества, поэтического мастерства и народных традиций творчества акына ведётся в Казахстане и по сей день.

## Популяризация наследия Джамбула

### Джамбул в кино
«Джамбул», первый художественный фильм, посвящённый поэту, снят в 1952 году на студии «Казахфильм». Авторы сценария — Н. Погодин и А. Тажибаев, режиссёр — Е. Дзиган, роль Джамбула исполнил Ш. Айманов).
В 1994 году на студии «Казахтелефильм» снят документальный фильм «Джамбул: Великий певец человечества» (сценарий М. Жолдасбекова, режиссёр К. Касымбеков).

### Джамбул в изобразительном искусстве
Образ акына был запечатлён такими казахскими советскими художниками, как А. Кастеев, Д. Наурызбаев, У. Тансыкбаев, А. Исмаилов и др.

### Дом-музей Джамбула
Видную роль в пропаганде творчества наследия Джамбула играет Дом-музей в ауле Жамбыл Жамбылского района Алматинской области. В этом доме акын провёл последние годы своей жизни.